# Frieder Grindler
Frieder Grindler (* 3. Juni 1941 in Berlin) ist ein deutscher Grafikdesigner. Er gehört der Kasseler Plakatkunst Schule an.

## Leben
Grindler studierte von 1960 bis 1962 an der Staatlichen Akademie der Bildenden Künste Stuttgart und anschließend (ab 1962) bis 1965 an der Kunsthochschule Kassel.
Von 1966 bis 1979 war er Art Director beim Süddeutschen Rundfunk, Abteilung Fernsehen (jetzt: SWR). Ab 1964 gestaltete er Plakate für das Zimmertheater Tübingen, dem folgten später Aufträge des Staatstheaters Darmstadt, des Schauspielhauses Düsseldorf, des Staatstheaters Karlsruhe und des Staatstheaters Stuttgart.
Von 1979 bis 2005 war er Professor für Kommunikationsdesign an der Fachhochschule Würzburg-Schweinfurt.
Seit 1976 ist er Mitglied der Alliance Graphique Internationale (AGI).

## Schriften
- Flächen, die die Welt bedeuten – Theaterplakate von Frieder Grindler, Göttingen : Ed. Folkwang, Steidl, 2011 ISBN 978-3-86930-273-7